# Campeonato Paranaense 1920
In 1920 werd het zesde Campeonato Paranaense gespeeld voor voetbalclubs uit de Braziliaanse staat Paraná. De competitie werd gespeeld van 2 mei 1920 tot 16 januari 1921. Britânia Sport Club werd kampioen. 

## Eindstand
| Plaats | Club              | Wed. | W | G | V | Saldo | Ptn. |
| ------ | ----------------- | ---- | - | - | - | ----- | ---- |
| 1.     | Britânia          | 11   | 9 | 1 | 1 | 61:18 | 19   |
| 2.     | Coritiba          | 10   | 7 | 2 | 1 | 30:17 | 16   |
| 3.     | Savóia Água Verde | 10   | 6 | 1 | 3 | 26:15 | 13   |
| 4.     | Paraná            | 10   | 3 | 2 | 5 | 19:30 | 8    |
| 5.     | International     | 6    | 2 | 0 | 4 | 11:20 | 4    |
| 6.     | Esperança         | 10   | 1 | 0 | 9 | 10:34 | 2    |
| 7.     | América           | 9    | 0 | 2 | 7 | 13:36 | 2    |

## Kampioen
| Campeonato Paranaense de 1920           |
| Paraná                                  |
| --------------------------------------- |
| BRITÂNIA SPORT CLUB Kampioen (3° titel) |